# 小林元 (政治家)
小林 元（こばやし もと、1932年（昭和7年）9月14日 - 2015年（平成27年）7月3日）は、日本の政治家。参議院議員（2期）を務めた。

## 概要
茨城県水戸市出身。
1995年の第17回参議院議員通常選挙で初当選。2007年の第21回参議院議員通常選挙に出馬せず、政界を引退した。
2015年7月3日、心不全のため死去。82歳没。

## 略歴

### 経歴
- 昭和7年（1932年）
  - 9月14日　出生
- 昭和26年（1951年）
  - 茨城県立水戸第一高等学校卒業
- 昭和30年（1955年）
  - 京都大学法学部を卒業し、県教員となる
  - 茨城県立小瀬高等学校教諭
- 昭和35年
  - 茨城県庁入庁。総務部長、教育長、県文化福祉事業団理事長などを歴任

### 政歴
- 平成7年（1995年）
  - 7月23日　第17回参議院議員通常選挙（茨城県選挙区、新進党公認）、初当選。232,396票
- 平成13年（2001年）
  - 7月29日　第19回参議院議員通常選挙（茨城県選挙区、民主党公認）、2期目当選。256,908票
- 平成19年（2007年）
  - 7月29日　第21回参議院議員通常選挙に出馬せず、政界引退。

## 政治的主張
- 2003年、静岡空港建設反対の国会議員署名活動で署名者に加わっている[2]。